# Tower Hamlets (londýnský obvod)

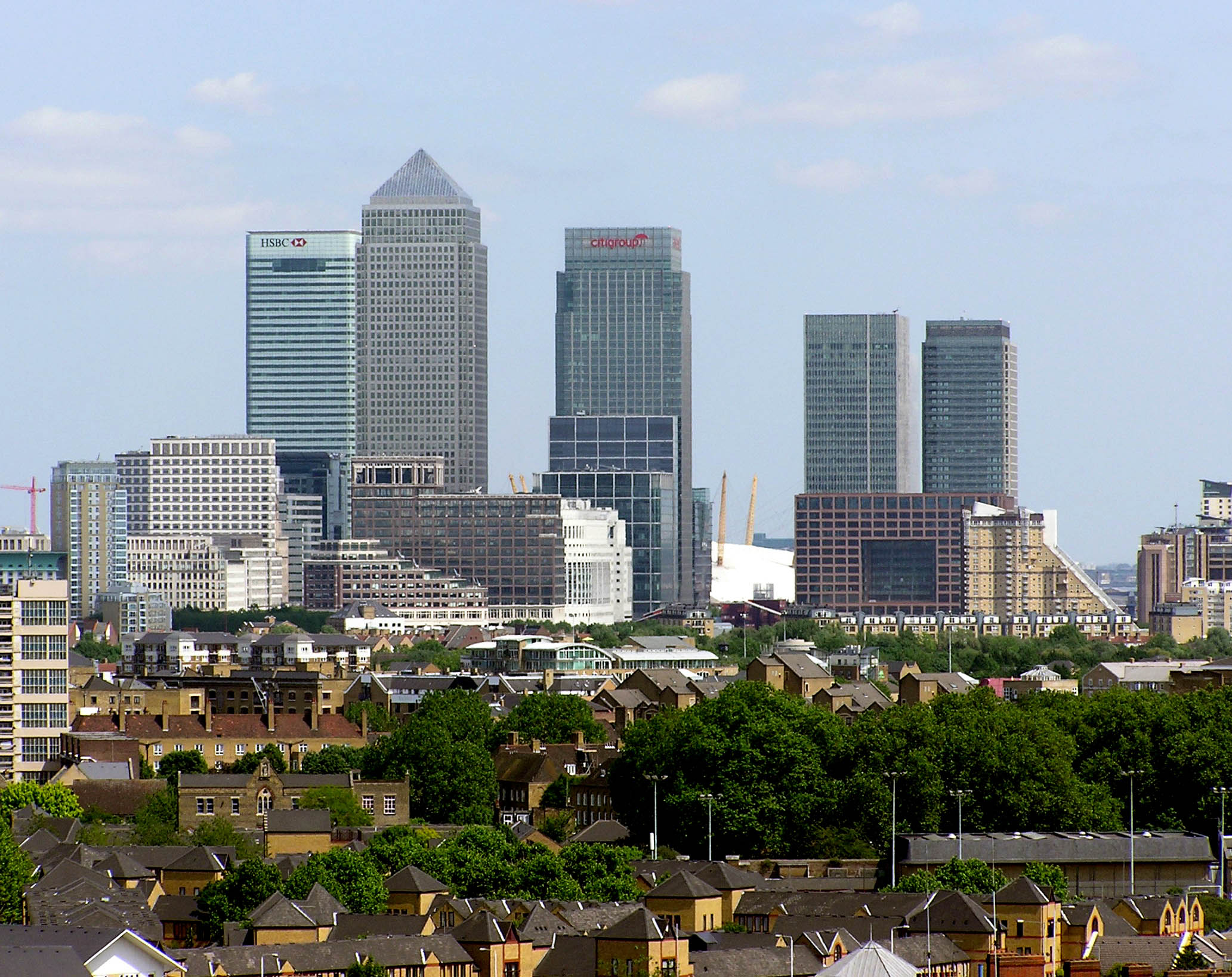
Canary Wharf, pohled z horní lávky Tower Bridge

Městská část Tower Hamlets, oficiální název – London Borough of Tower Hamlets, je městský obvod na východě Londýna severně od Temže a je součástí vnitřního Londýna.
Toto území bylo známo jako Tower Hamlets po celá staletí. Původně označovalo malé osady (hamlets) na východ od City poblíž Toweru. Jméno bylo odvozeno od středověké povinnosti dané zákonem ze 16. století, který těmto malým osadám ukládal, aby poskytovaly muže jako strážce Toweru.
Městská část vznikla v roce 1965 a zahrnuje bývalé části Bethnal Green, Poplar a Stepney, které tvořily původní East End.
Na rozdíl od ostatních částí se v Tower Hamlets nachází staré doky (Docklands), což je nejlépe renovovaná oblast Londýna, v níž leží West India Docks a Canary Wharf. V obvodu je velké množství vysokých budov, které patří v Londýně k nejvyšším. Je zde také velký zábavní komplex O2, jehož součástí je O2 Arena.
Tower Hamlets byl jedním z pěti obvodů, kde se konaly Letní olympijské hry 2012. Část obvodu patří do plánu rozvoje údolí Temže (Thames Gateway).
Obvod je s podílem 34,5 % oblastí s nejvyšším podílem muslimů ve Velké Británii.

## Obvody městské části
- Bethnal Green
- Bow
- Bromley-by-Bow
- Cambridge Heath
- Cubitt Town
- Isle of Dogs
- Limehouse
- Mile End
- Old Ford
- Poplar
- Shadwell
- Spitalfields
- Stepney
- Wapping
- Whitechapel

## Volební obvody do parlamentu
- Bethnal Green a Bow
- Poplar a Canning Town